# Tilasite
La tilasite è un minerale appartenente al omonimo.